# Oumar Gonzalez
Oumar Gonzalez (* 25. Februar 1998 in Douala) ist ein kamerunisch-französischer Fußballspieler, der aktuell bei Al-Raed in der Saudi Pro League spielt.

## Karriere

### Verein
Gonzalez begann seine fußballerische Karriere bei der US Baille 2005. 2008 wechselte er zum SC Air Bel und fünf Jahre später in die Jugend des FC Metz. In der Saison 2015/16 kam er dort die ersten Male im zweiten Team in der National 3 zum Einsatz und erhielt im August 2015 seinen ersten Profivertrag bei Metz. Für die gesamte Saison 2016/17 wurde er an den Drittligisten SAS Épinal verliehen, für die er zwei Tore in 24 Ligapartien erzielen konnte. In der Folgesaison 2017/18 spielte er erneut in der dritten französischen Liga auf Leihbasis bei AF Rodez. Hier kam er jedoch nur zu 12 Saisonspielen, wobei er ein Tor schoss. Die anschließende Spielzeit 2018/19 spielte Gonzalez dann auf Leihbasis beim FC Villefranche, erneut in der National 3. Hier spielte er wettbewerbsübergreifend 33 Spiele und schoss dabei erneut ein Tor.
Im Sommer 2019 wechselte er, ohne je ein Spiel für die Profis des FC Metz absolviert zu haben, zum Zweitligisten FC Chambly. Direkt am ersten Spieltag debütierte er im Profibereich, als er bei einem 1:0-Sieg gegen den FC Valenciennes über die vollen 90 Minuten auf dem Platz stand. Gegen Ende der Saison, am 23. Spieltag schoss er bei einem 2:0-Auswärtssieg gegen LB Châteauroux sein erstes Tor auf professioneller Ebene. Insgesamt spielte er 2019/20 21 von 28 möglichen Ligaspielen und konnte dabei dieses eine Tor erzielen. In der Saison 2020/21 spielte er dann nicht mehr so oft und kam von 38 möglichen Partien nur in 19 zum Einsatz, wobei er erneut einmal das gegnerische Tor treffen konnte.
Daraufhin wechselte er nach zwei Jahren bei Chambly im Sommer 2021 zum Ligakonkurrenten AC Ajaccio. Hier schoss er in seinen ersten sechs Spielen direkt drei Tore und kam insgesamt auf 34 Saisoneinsätze, wobei es bei den drei Treffern blieb. Mit seiner Mannschaft schaffte er als Stammspieler den Aufstieg in die Ligue 1 als Tabellenzweiter. Dort spielte er am ersten Spieltag gegen Olympique Lyon das erste Mal. Seit August 2023 steht er bei Al-Raed unter Vertrag.

### Nationalmannschaft
Gonzalez spielte beim U23-Afrika-Cup 2019 alle drei Gruppenspiele für die U23-Nationalmannschaft Kameruns, wonach sein Team mit ihm ausschied. Im September 2022 war er für zwei Freundschaftsspiele der A-Nationalmannschaft nominiert, schaffte es aber nicht zu einem Einsatz.

## Erfolge
AC Ajaccio
- Zweiter der Ligue 2 und Aufstieg in die Ligue 1: 2022